# Československé komorní duo
Československé komorní duo je český komorní hudební soubor.

## Historie a umělecká činnost
Československé komorní duo tvoří český houslista Pavel Burdych a slovenská pianistka Zuzana Berešová. Na hudební scéně působí od roku 2004 a patří k nejlepším souborům komorní hudby v Česku a na Slovensku. Duo zaměřuje svoji interpretační činnost na tvorbu českých a slovenských skladatelů 19. - 21. století.
V pozici rezidenčního souboru diplomatických misí České a Slovenské republiky, při oslavách 100. výročí vzniku Československé republiky a 25. výročí vzniku České a Slovenské republiky v roce 2018, představilo duo své interpretační mistrovství publiku nejen v metropolích na evropském kontinentě (Atény, Bern, Budapešť, Bukurešť, Dublin, Kišiněv, Lisabon, Nikósie, Podgorica, Riga, Řím, Stockholm, Varšava, Vilnius) ale i v Asii (Tchaj-pej, Peking, Jakarta) Americe (Havana, Brasilia) a Africe (Káhira, Nairobi). V roce 2018 umělci nastudovali na objednávku festivalu Forfest Czech Republic program "Slovenské a české skladatelky v Československu" ze skladeb Vítězslavy Kaprálové, Ivany Loudové, Sylvie Bodorové, Iris Szeghy a Viery Janárčekové. V roce 2017 prezentovali tvorbu českých skladatelů Antonína Dvořáka, Bedřicha Smetany a Leoše Janáčka na koncertním turné v Číně (Beijing, Shanghai, Jiaxing, Hangzhou, Qingdao, Jinan, Dezhou, Shijiazhuang, Dalian, Foshan, Jiangmen, Pingxiang). V roce 2016 natočili dva kompaktní disky, první s hudbou slovenského skladatele Ladislava Kupkoviče a druhý s koncertními valčíky významného rodáka z Bardějova Bély Kélera. V roce 2014 se připojili k projektu Rok české hudby, který zakončili koncertem v Centru Bohuslava Martinů v Poličce. V roce 2013 byli Berešová s Burdychem přizváni k realizaci hudebního projektu "Karol Elbert - neznámý známý." V roce 2012 se věnovali nedožitým 80. narozeninám Ilji Zeljenky. Ve stejném roce vyšlo v edici Českého rozhlasu jejich debutové CD se skladbami českých a slovenských autorů Antonín Dvořáka, Petra Machajdíka a Mikuláše Schneidra-Trnavského. V roce 2011 prezentovali v rámci jubilea Mikuláše Schneidra-Trnavského (130 let) jeho tvorbu na turné po Jižní Koreji s vrcholným koncertem v Soulu. Na českých pódiích připomínali posluchačům 170 let od narození Antonína Dvořáka. V roce 2008 připravili ve spolupráci s Hudebním centrem v Bratislavě k "Století Eugena Suchoně" 18 koncertů z jeho tvorby.

## Členové

### Pavel Burdych
Narozen 31. července 1978 v Náchodě. V letech 1984–1994 navštěvoval Základní uměleckou školu v Červeném Kostelci. V rozvíjení svého houslového talentu pokračoval v letech 1994–2000 na Konzervatoři Pardubice u Anny Reinišové. V roce 2005 absolvoval na Janáčkově akademii múzických umění v Brně, kde od roku 2000 studoval hru na housle pod vedením prof. Bohumila Smejkala. Svoji profesní dráhu započal jako člen Komorní filharmonie Pardubice (1999–2010). Od roku 2014 je uměleckým ředitelem Společnosti Bély Kélera.

### Zuzana Berešová
Narozena 23. února 1980 v Pavlovcech nad Uhom. Studovala hru na klavír na konzervatoři v Košicích, na Vysoké škole múzických umění v Bratislavě (2000–2003, titul: Bc.) u Stanislava Zamborského a na Janáčkově akademii múzických umění v Brně (2003–2005, titul: MgA.) u Jiřího Skovajsy a Jaroslava Smýkala. V roce 2016 pod vedením prof. Ireny Medňanské obhájila na Katedře hudební výchovy Pedagogické fakulty Univerzity Palackého v Olomouci disertační práci Interpret a mladé publikum v kontextu esteticko-recepční zkušenosti na počátku 21. století (titul: Ph.D.).

## Diskografie
- 2012 – Czechoslovak Chamber Duo Archivováno 9. 4. 2020 na Wayback Machine. /Mikuláš Schneider-Trnavský, Peter Machajdík, Antonín Dvořák/ (vydavatelství Český rozhlas)
- 2016 - Ladislav Kupkovič: Chamber Music for Violin and Piano Archivováno 9. 4. 2020 na Wayback Machine. (vydavatelství Diskant)
- 2016 - Béla Kéler: Valčíky pre husle a klavír Archivováno 9. 4. 2020 na Wayback Machine. (vydavatelství Videorohaľ)
- 2019 - Dvořák & Suchoň / Czechoslovak Chamber Duo (vydavatelství Hevhetia)